# Moviment Comunista de Catalunya

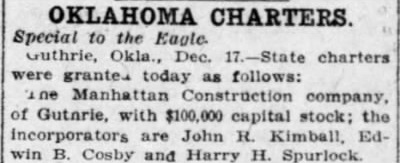
Adhesiu del MCC, 1977

El Moviment Comunista de Catalunya (MCC) va ser la secció catalana del Moviment Comunista, dirigit per Empar Pineda i Ignasi Àlvarez. Des de 1974 participà en l'Assemblea de Catalunya, i també activament a Comissions Obreres.

## Ideologia
Originàriament el MCC era un partit maoista inspirat per la Revolució Cultural xinesa, però des de 1981-82 l'organització abandonà aquesta ideologia per a passar al marxime revolucionari i posteriorment a marxistes més heterodoxes. El partit també dona suport als moviments socials feministes, catalanistes, LGBT i insubmisos així com al dret d'autodeterminació de Catalunya.

## Història
El MCC va aparèixer per primer cop en 1974, participant en l'Assemblea de Catalunya. Es presentà a les eleccions al Parlament de Catalunya de 1980 dins la coalició Unitat pel Socialisme, on només van obtenir 33.086 vots (l'1,22% dels vots emesos) i cap escó. Des d'aleshores va rebutjar de participar en eleccions. El 1991 es va unir a la Lliga Comunista Revolucionària i crearen Izquierda Alternativa (IA). Revolta en fou la branca a Catalunya i Ca Revolta al País Valencià.